# Etrumeus whiteheadi
Etrumeus whiteheadi is een  straalvinnige vissensoort uit de familie van haringen (Clupeidae). De wetenschappelijke naam van de soort is voor het eerst geldig gepubliceerd in 1983 door Wongratana.
De soort staat op de Rode Lijst van de IUCN als niet bedreigd, beoordelingsjaar 2009.